# Pompa sekcyjna

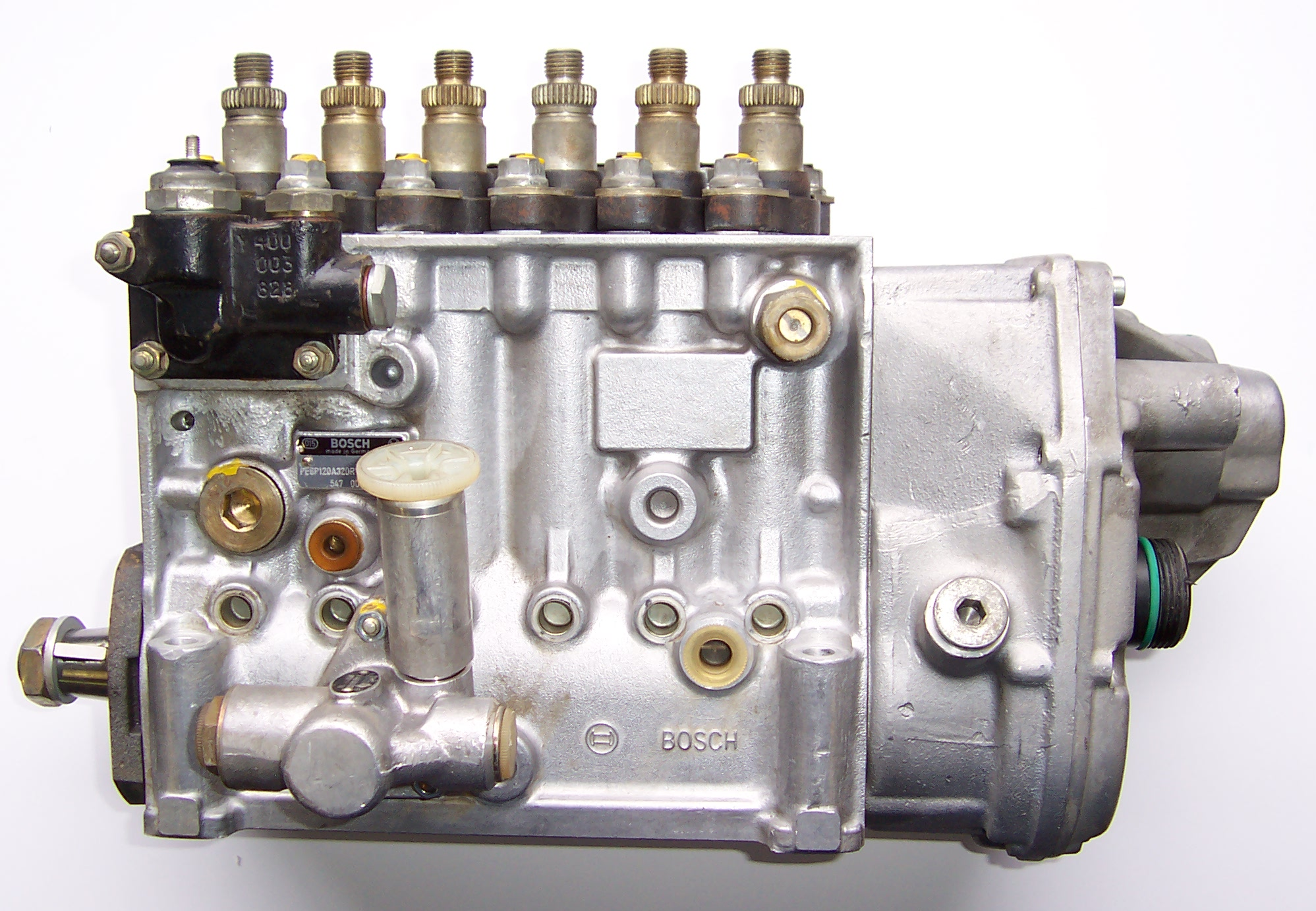
Pompa sekcyjna

Pompa sekcyjna (dawniej pompa wtryskowa) – urządzenie stosowane do hydraulicznego wtrysku paliwa.
Patent na ten rodzaj wtrysku paliwa uzyskał brytyjski konstruktor James MC Kechnie w 1910 roku. Dużą rolę w praktycznym wykorzystaniu patentu odegrała firma Bosch, której opracowania i dorobek konstrukcyjny są znaczące do dziś.
Pompa sekcyjna jest zespołem pomp tłoczących paliwo (tzw. sekcje wtryskowe), każda z sekcji obsługuje jeden cylinder. Wszystkie sekcje są połączone ze sobą listwą zębatą, która obracając wszystkie tłoczki wzdłuż osi podłużnej steruje dawką podawanego paliwa (mocą silnika).
Pompa składa się z:

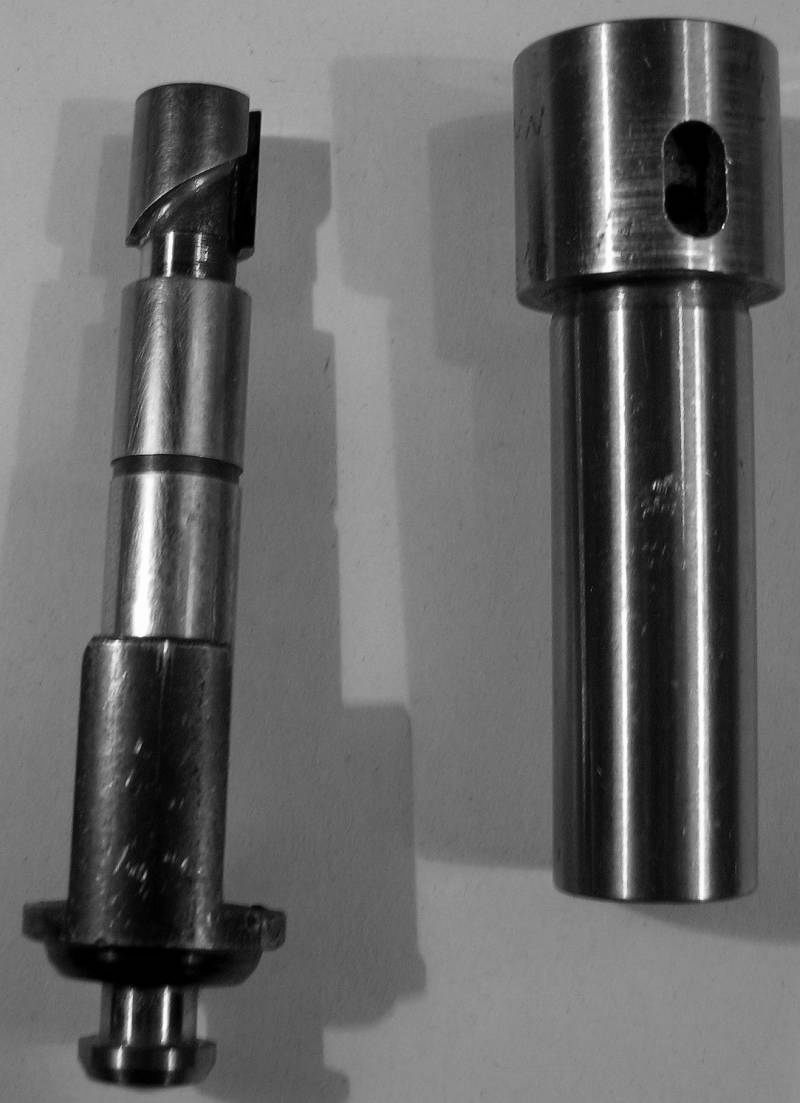
Cylinder i tłoczek pompy sekcyjnej o stałym początku wtrysku

- przewodów doprowadzających paliwo,
- cylindra pompy,
- tłoczka,
- zaworu odcinającego,
- przewodów wysokociśnieniowych zasilających wtryskiwacz (wszystkie przewody identycznej długości),
- wtryskiwaczy,
- listwy zębatej synchronizującej obrót osiowy wszystkich tłoczków poszczególnych sekcji,
- korektora dawki paliwa.

Podczas pracy silnika tłoczek pompy sekcyjnej wykonuje ruch posuwisto – zwrotny (podanie dawki paliwa) natomiast podczas zmiany mocy (zmiany dawki paliwa) dochodzi do tego ruch obrotowy tłoczka względem cylindra za pomocą listwy zębatej.
Pompy sekcyjne dzielą się na pompy o:
- stałym początku i zmiennym końcu wtrysku,
- zmiennym początku i stałym końcu wtrysku,
- zmiennym początku i zmiennym końcu wtrysku.

Zalety pompy sekcyjnej.

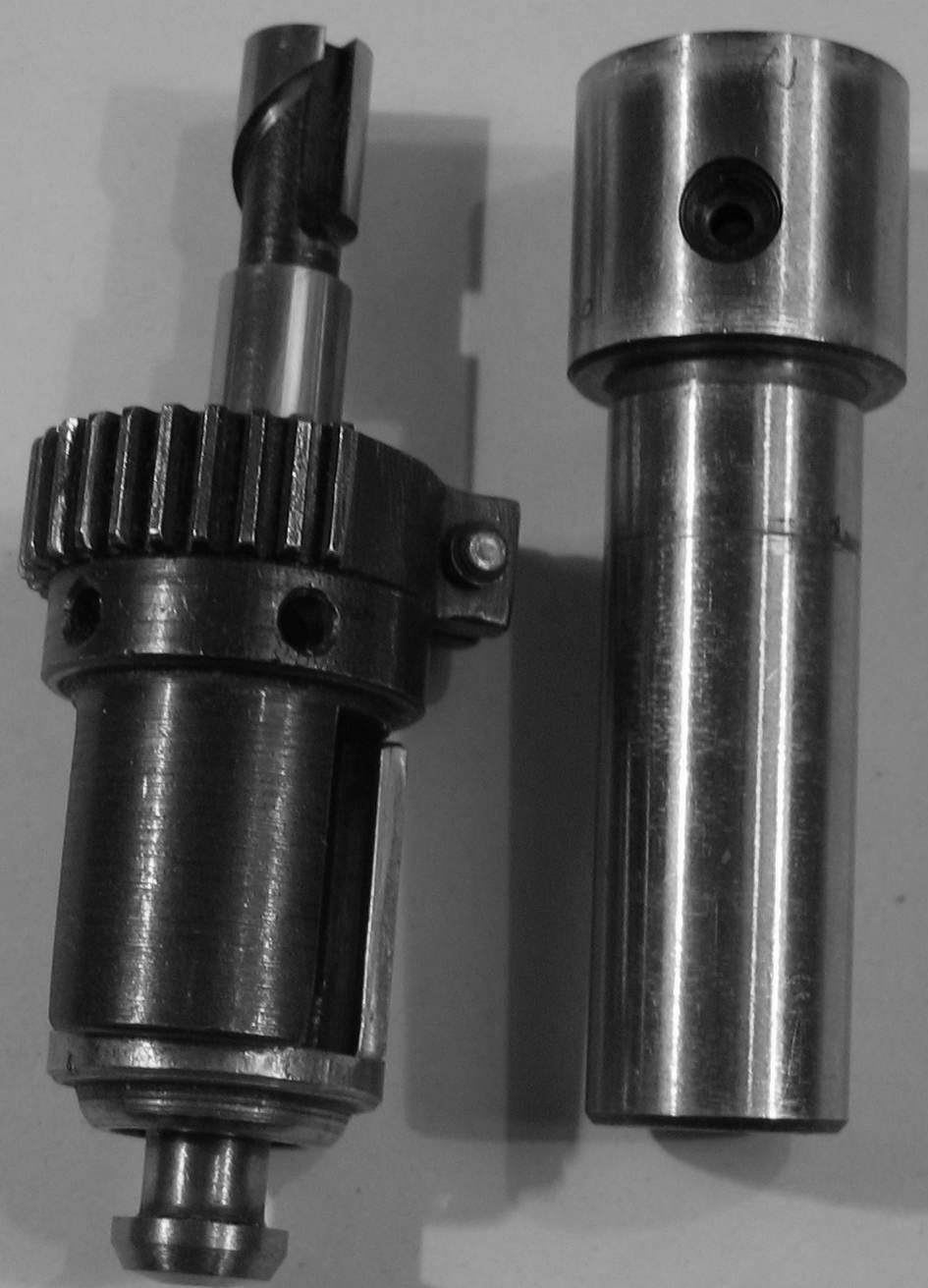
Cylinder i tłoczek pompy sekcyjnej o stałym początku wtrysku

- opracowana technologia wytwarzania,
- niezbyt skomplikowana naprawa.

Wady pompy sekcyjnej.
- problemy ekologiczne (trudność w uzyskaniu odpowiedniej klasy emisji spalin),
- niestateczność obrotów silnika (dawka paliwa rośnie w miarę wzrostu obrotów – stąd niezbędny jest korektor dawki paliwa),
- trudność w precyzyjnym doregulowaniu dawki paliwa dla wszystkich sekcji pompy,
- duży koszt wytworzenia (obróbka precyzyjna wielu detali),
- większe jednostkowe zużycie paliwa w stosunku do innych technik wtrysku.

Z powodu powyższych wad pompy sekcyjne są stosowane zasadniczo już tylko do starszej konstrukcji silników lub silników wolnoobrotowych o dużej pojemności cylindra (silniki lokomotyw, statków, ciężkich maszyn budowlanych) i stopniowo wychodzą z użycia.